# 坂上みきのBeautiful
坂上みきのBeautiful（さかじょうみきのビューティフル）はTOKYO FMで放送された平日午後のワイド番組である。

## 概要
DJはかつて同局で生放送された平日朝のワイド番組「FMソフィア」でDJを務め、また近年テレビ番組のナレーターとしても八面六臂の活躍を見せるフリーアナウンサーの坂上みき。また番組開始当初から2004年3月までは月-金曜までの放送で、DJは月-木曜が坂上が務め、金曜が鈴木万由香・進藤晶子が務めていたが、2004年4月から金曜日については「よんぱち 48hours 〜WEEKEND MEISTER〜」スタートに伴い金曜の放送を終了し、以降は月 - 木曜までの放送となった。
坂上の軽快なおしゃべりと共に音楽・映画・ファッションなど、常に流行の最新情報を提供する番組であった。
2006年4月から平日時間帯での番組編成を大幅に改編するのに伴い番組が終了し、坂上は引き続き時間帯を夕方に移動して新番組「ENTERMAX」を担当する。尚、午後の時間帯の後番組は「metro pop」。

## DJ

### 月 - 木曜
- 坂上みき

### 金曜日
- 2002年4月 - 2002年9月：鈴木万由香
- 2002年10月 - 2004年3月：進藤晶子
金曜日は「Beautiful Hit Magic」のタイトルで放送していた。

## 放送時間

### 月 - 木曜
- 2002年4月 - 2006年3月：13:00 - 16:00

### 金曜日
- 2002年4月 - 2003年3月：13:00 - 16:00
- 2003年4月 - 2004年3月：13:00 - 17:00